# (S)-limonene 6-monoossigenasi
La (S)-limonene 6-monoossigenasi è un enzima appartenente alla classe delle ossidoreduttasi, che catalizza la seguente reazione:
(-)-(S)-limonene + NADPH + H+ + O2 ⇄ (-)-trans-carveolo + NADP+ + H2O
L'enzima ha alta specificità, ma il NADH può agire al posto del NADPH, anche se la reazione è più lenta. È una proteina eme-tiolata (P-450).